# Club Ciclista Galibier
El Club Ciclista Galibier és una societat de Pamplona (Navarra) que té com a àmbit d'actuació el ciclisme amateur. El nom de l'equip varia en funció del patrocinador, el darrer és el Lizarte.
L'equip, tot i comptar amb un funcionament independent, des del 2008 va actuar com a filial de l'equip professional navarrès Movistar Team, de categoria UCI World Tour (continuador del Caisse d'Epargne, el Banesto...). Entre els destacats ciclistes que després de passar pel club van fer el salt a professionals hi ha Joseba Beloki, Isidro Nozal, Andrey Amador i també, en els últims anys, el català Marc Soler.
L'equip comptà en la seva plantilla 2019 amb fins a vuit ciclistes catalans: Roger Adrià, Francisco Galván, Álex Jaime, Jordi López, Martí Márquez, Pau Miquel, Ferran Robert i Raúl Rota.
En les seves files hi va comptar Enric Pedrosa, germà del pilot de MotoGP Dani Pedrosa.
El 2020 es crea l'equip Kern Pharma pel mateix club ciclista Galibier i el Lizarte va passar a ser l'equip filial.
Al final de la temporada 2022 es va anunciar la fi de l'esponsorització de l'equip per part de Lizarte.